# Paspalum ellipticum
Paspalum ellipticum är en gräsart som beskrevs av Johann es Christoph Christian Döll. Paspalum ellipticum ingår i släktet tvillinghirser, och familjen gräs. Inga underarter finns listade i Catalogue of Life.